# Hyboscarta insignis
Hyboscarta insignis är en insektsart som först beskrevs av Walker 1858.  Hyboscarta insignis ingår i släktet Hyboscarta och familjen spottstritar. Inga underarter finns listade i Catalogue of Life.